# Доњи Дисан
Доњи Дисан (мкд. Долни Дисан) је насеље у Северној Македонији, у средишњем делу државе. Доњи Дисан је насеље у оквиру општине Неготино.

## Географија
Доњи Дисан је смештен у средишњем делу Северне Македоније. Од најближег већег града, Кавадараца, насеље је удаљено 10 km источно.
Насеље Доњи Дисан се налази у историјској области Тиквеш. Село је смештено у долини реке Вардар, у јужном делу Тиквешке котлине. Насеље је положено на приближно 300 метара надморске висине, у бреговитом подручју Витачево. 
Месна клима је измењена континентална са значајним утицајем Егејског мора (жарка лета).

## Становништво
Доњи Дисан је према последњем попису из 2002. године имао 931 становника.
Већинско становништво у насељу су етнички Македонци (97%), а осталу су махом Турци. Почетком 20. века претежно становништво били су Турци, који су после Првог светског рата иселили у матицу, а на њихово место дошли су преци данашњих становника.
Претежна вероисповест месног становништва је православље.